# Nhân khẩu Cameroon
Dân số Cameroon có dân số ước tính là 19 294 149 người với 40,9% từ 0 đến 14 tuổi, 55,9% có độ tuổi từ 15 đến 64 và chỉ có 3,3% dân số trên 65 tuổi. Người ta ước tính rằng 67,9% dân số có thể đọc và viết (77% nam giới và 59,8% nữ giới).

## Dân số
Theo bản sửa đổi năm 2017 của Triển vọng dân số thế giới, tổng dân số là 23.439.189 trong năm 2016, so với chỉ 4.466.000 vào năm 1950. Tỷ lệ trẻ em dưới 15 tuổi năm 2010 là 40,6%, 55,9% là từ 15 và 65 tuổi, trong khi 3,5% từ 65 tuổi trở lên.
| Năm             | Dân số     |
| --------------- | ---------- |
| 1               | 600.000    |
| 1500            | 3.000.000  |
| 1700            | 2.800.000  |
| 1750            | 2.830.000  |
| 1800            | 3.000.000  |
| 1850            | 2.931.000  |
| 1900            | 2.629.000  |
| 1930            | 3.102.000  |
| 1940            | 3.722.000  |
| 1950            | 4.466.000  |
| 1960            | 5.302.000  |
| 1970            | 6.631.000  |
| 1980            | 8.653.000  |
| 1990            | 11.524.000 |
| 2000            | 15.421.900 |
| 2010            | 19.988.000 |
| 2030 (ước tính) | 27.879.000 |
| 2100 (ước tính) | 75.154.000 |

## Tôn giáo
| Tôn giáo tại Cameroon | Tôn giáo tại Cameroon | Tôn giáo tại Cameroon | Tôn giáo tại Cameroon | Tôn giáo tại Cameroon |
| --------------------- | --------------------- | --------------------- | --------------------- | --------------------- |
| tôn giáo              | tôn giáo              |                       | tỷ lệ                 | tỷ lệ                 |
| Công giáo Roma        | Công giáo Roma        |                       | 40%                   | 40%                   |
| Tin Lành              | Tin Lành              |                       | 30%                   | 30%                   |
| Hồi giáo              | Hồi giáo              |                       | 18%                   | 18%                   |
| Vô thần               | Vô thần               |                       | 6%                    | 6%                    |
| Tín ngưỡng            | Tín ngưỡng            |                       | 3%                    | 3%                    |
| Khác                  | Khác                  |                       | 3%                    | 3%                    |

Cameroon là nước đa dạng tôn giáo và hiến pháp nước này đảm bảo sự tự do tôn giáo của người dân. Tôn giáo chủ yếu của Cameroon chủ yếu là Kitô giáo, được thực hành bởi khoảng 2/3 dân số, trong khi Hồi giáo là một tôn giáo thiểu số, chiếm khoảng 1/5 dân số. Ngoài ra, tín ngưỡng truyền thống bản địa cũng được nhiều người dân thực hiện. Người Hồi giáo tập trung nhiều nhất ở miền Bắc, trong khi các Kitô hữu tập trung chủ yếu ở khu vực phía nam và phía tây, tuy nhiên tín đồ của hai tôn giáo này cũng có thể được tìm thấy trên khắp đất nước. Hầu hết các thành phố lớn đều có tín đồ của hai tôn giáo này.
Người dân ở phía Tây Bắc và các tỉnh miền Tây Nam phần lớn là Tin Lành, và các vùng nói tiếng Pháp của khu vực phía nam và phía tây chủ yếu là Công giáo Rôma. các dân tộc miền Nam chủ yếu theo tín ngưỡng vật linh Phi Kitô giáo hoặc truyền thống, hoặc một sự kết hợp giữa tín ngưỡng bản địa và Kitô giáo.
Ở miền Bắc, nơi người Fulani là dân tộc chiếm ưu thế chủ yếu theo Hồi giáo, nhưng tổng dân số là khá đồng đều phân chia giữa người Hồi giáo, Thiên chúa giáo và những người theo tín ngưỡng tôn giáo bản địa (gọi là Kirdi ("ngoại đạo") của Fulani). Người Bamum của khu vực Tây phần lớn là Hồi giáo. Tôn giáo truyền thống bản địa được thực hành ở các vùng nông thôn trong cả nước nhưng hiếm khi được thực hành công khai ở các thành phố.

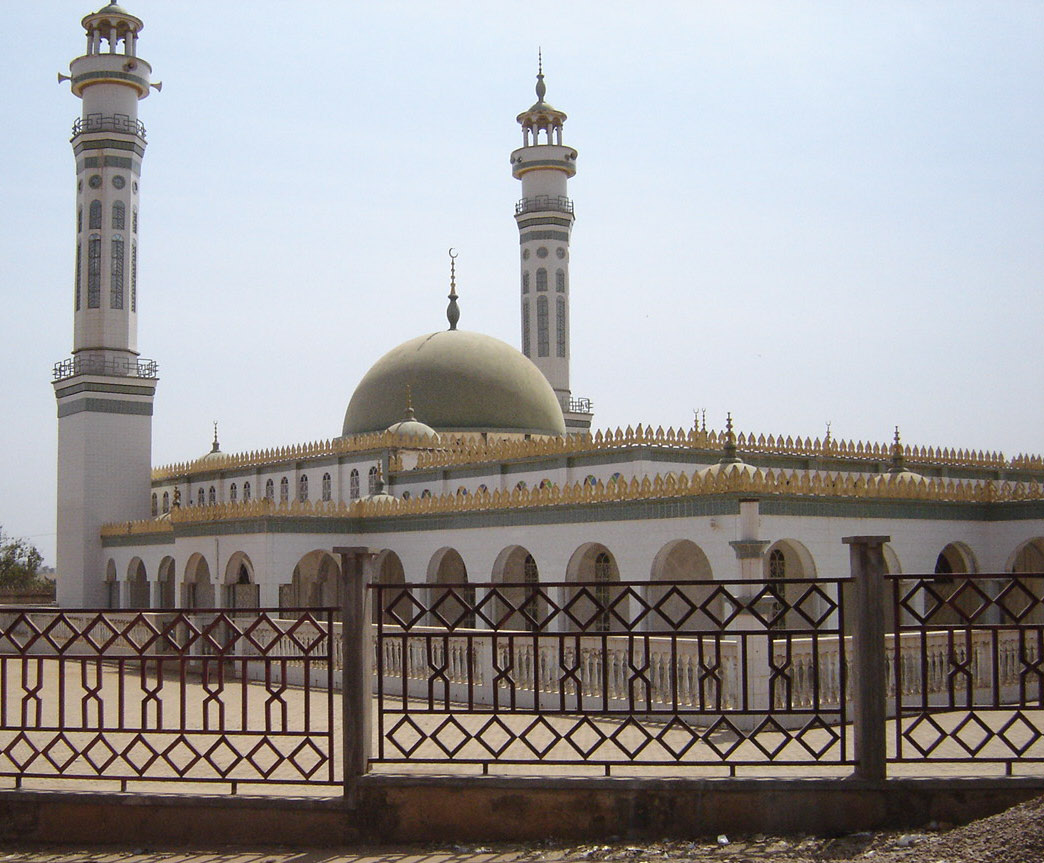
Nhà thờ Hồi giáo Ngaoundere

Người Hồi giáo chiếm khoảng 24% trong tổng số 21 triệu dân của Cameroon. Khoảng 27% trong số đó tự nhận mình là người Hồi giáo Sunni và 3% là người Hồi giáo Shia, trong khi phần lớn số tín đồ còn lại không liên kết mình với một giáo phái nào cụ thể. Người Fulani, một nhóm dân tộc du mục, đã truyền bá Hồi giáo vào Cameroon đầu thế kỷ XIX chủ yếu thông qua hoạt động thương mại. Ở các tỉnh phía Bắc, nơi người Fulani chiếm ưu thế tôn giáo áp đảo là Hồi giáo. Các dân tộc khác, được gọi chung là Kirdi, thường thực hành một số hình thức của đạo Hồi. Các tộc người Bamoun ở các tỉnh phía Tây cũng phần lớn là người Hồi giáo.
Ước tính có khoảng 4,25 triệu người Công giáo Rôma được rửa tội tại Cộng hòa Cameroon, chiếm 26% dân số. Cả nước có 24 giáo phận, 1.350 linh mục và 2.600 tu sĩ nam nữ trong các dòng tu.
Enoch Olinga, người Uganda là người đầu tiên đưa đạo Bahá'í đến nước này năm 1953. Năm 2003, ước tính có khoảng 40.000 tín đồ của đạo Bahá'í ở Cameroon và đã tăng lên 50.800 người trong năm 2005.